# Joseph Koering
Joseph Koering (auch Josef Köring; * 8. September 1879 in Hembsen; † um 1933 in Berlin) war ein deutscher Politiker (KPD).

## Leben
Koering, Sohn eines Sattlers, erlernte selbst den Beruf des Sattlers und war im Beruf tätig.  Später war er Inhaber eines Lederwarengeschäfts in Brüssel. Bereits vor dem Ausbruch des Ersten Weltkrieges war er Mitglied der SPD gewesen. Nach Kriegsausbruch war er in Belgien zeitweise interniert, anschließend Soldat. 
1917 wurde er Mitglied der USPD, 1919 der KPD. Während der Novemberrevolution war er 1918/1919 Polizeipräsident von Berlin-Neukölln und Mitglied des Vollzugsausschusses des Arbeiter- und Soldatenrates Neukölln.
Anschließend war er in der Sozialisierungsbewegung im Ruhrgebiet aktiv. Auf der am 30. März 1919 tagenden Schachtdelegiertenkonferenz in Essen wurde er in den Zentralzechenrat (ehem. Neunerkommission) der neugegründeten Allgemeinen Bergarbeiter-Union gewählt. Auf der Konferenz wurde darüber hinaus ein unbefristeter Generalstreik beschlossen. Am 1. April streikten mehr als ein Drittel, am 10. April fast drei Viertel aller Belegschaften im Ruhrbergbau.
Auf dem II. Parteitag der KPD in Heidelberg (20. – 24. Oktober 1919) wurde er zum Ersatzmitglied der Zentrale gewählt und auf dem III. Parteitag in Karlsruhe (25. – 26. Februar 1920) bestätigt. Auf dem VI. Parteitag, dem Vereinigungsparteitag von KPD und linker USPD, im Dezember 1920 in Berlin wurde er dann für den Bezirk Braunschweig-Niedersachsen in den Zentralausschusses der KPD und dann auf dem VII. Parteitag 1921 in Jena nur noch zum Ersatzmitglied des Zentralausschusses für den Bezirk Rheinland-Westfalen-Süd gewählt.
Joseph Koering starb 1933 oder kurz danach in Berlin.